# 杜氏副獅子魚
杜氏副獅子鱼，为輻鰭魚綱鮋形目杜父魚亞目狮子鱼科的其中一種。分布於南冰洋Crozet 島海域，屬底棲性魚類，棲息在水深955至1055公尺的海域，生活習性不明。